# Chaperon (Protein)
Chaperone (engl. Anstandsdamen) sind Proteine, die neu synthetisierte Proteine bei der Faltung unterstützen. Die Bezeichnung wurde nach der englischen Bezeichnung für Anstandsdame gewählt, „da sie unreife Proteine vor schädlichen Kontakten bewahren“.

## Funktion
Neu synthetisierte Proteine müssen zunächst ihre spezifische, native, funktionelle Konformation finden. Diese ist grundsätzlich in der Primärstruktur angelegt, und kleinere Proteine können sich auch spontan in der richtigen Weise falten. Das klassische Beispiel für spontane Faltung ist die Ribonuklease. Vor allem bei größeren, komplexeren Proteinen sind aber oft Hilfsmittel zur korrekten Faltung nötig, da solche Proteine zur Bildung von unerwünschten, funktionsuntüchtigen Aggregationen neigen.
Zellen haben einen Weg gefunden, die Aggregation von neu synthetisierten Proteinen von Beginn an zu minimieren. Dafür bedient sich die Zelle einer komplexen, hochkonservierten Proteinmaschinerie, den Chaperonen. Diese Proteine interagieren spezifisch mit aggregationsanfälligen Proteinen und treten somit direkt in Konkurrenz zu Aggregationsreaktionen. Die Chaperone beschleunigen dabei die korrekte Faltung und Assoziation der Proteine, ohne selbst Teil der Struktur zu werden. Beeinflusst werden nur nichtkovalente Wechselwirkungen. Das folgende Schema beschreibt grob die Funktion der Chaperone, wobei U das neu synthetisierte, noch ungefaltete Protein darstellt, das in einer Zufallsknäuel-Struktur vorliegt. Ein Weg führt nun zur Aggregation des Proteins (A), der andere Weg aber unter Vermittlung des Chaperons zum nativen Protein N:
{\displaystyle \mathrm {A\leftarrow U{\xrightarrow {Chaperon}}N.} }
Der mit Abstand am besten studierte Chaperon-Mechanismus, jener der Gruppe Hsp60 (GroEL in Bakterien), wird bildlich als hydrophobic donut hole beschrieben: Das Chaperon ähnelt einem „Fass“ oder „Donut“ mit Deckeln an beiden Seiten. An der Innenseite des Fasses sind hydrophobe Ketten lokalisiert, die mit den hydrophoben Bereichen des darin befindlichen ungefalteten Proteins wechselwirken und es so an der unerwünschten Aggregation hindern. Sobald das Protein seine native Konformation erreicht hat, sind die hydrophoben Bereiche im Protein selbst abgesättigt. Unter ATP-Verbrauch wird der „Deckel“ geöffnet und das fertige Produkt aus dem „Fass“ oder „Donut“ entlassen.
Chaperone sind nicht nur deswegen so wichtig, weil  sie neu synthetisierten Proteinen ihre funktionelle Struktur geben, sondern haben noch weitergehende Bedeutung: Da Proteine nur als lange Aminosäurekette ohne jegliche Wasserstoff- und Disulfidbrückenbindungen die Tunnelproteine der Zellmembranen (z. B. in ein Mitochondrium) passieren können, müssen sie nach dem Durchqueren der Zellmembran wieder zurückgefaltet werden, sodass sie ihre Funktion wiedererlangen. Dies ist ebenfalls Aufgabe der Chaperone.

## Klassifizierung von Chaperonen
Chaperone werden benötigt, um neuen Aminosäureketten überhaupt zu ihrer physiologischen Sekundärstruktur zu verhelfen. Das Bakterienchaperon GroEL beispielsweise hilft schätzungsweise der Hälfte aller mittelgroßen (30–60 kDa), neu synthetisierten Bakterienproteine bei der Faltung. Der enorme Verbrauch an ATP, also an Energie, den dies mit sich führt, unterstreicht die Wichtigkeit dieses Prozesses.
Viele Chaperone weisen bei unphysiologisch hohen Temperaturen eine erhöhte Syntheserate auf und gehören damit zu den klassischen Hitzeschockproteinen. Allerdings können auch andere Faktoren wie oxidativer Stress oder zellschädigende Substanzen zu einer Anhäufung von Proteinaggregaten führen und dadurch das Auftreten von Hitzeschockproteinen auslösen. Bereits 1988 konnte nachgewiesen werden, dass eine klare Korrelation zwischen der Expression von Hitzeschockproteinen und dem Auftreten von Thermotoleranz bzw. der Fähigkeit, Stresssituationen bis zu einem gewissen Ausmaß zu tolerieren, besteht. Bei der Klassifikation der Hitzeschockproteine spielen Sequenzhomologien und ihre Molekülmasse eine entscheidende Rolle. Mit Hilfe dieser Kriterien konnten bisher fünf universelle Klassen von Hitzeschockproteinen unterschieden werden:
- die Hsp100/Clp-Familie,
- die Hsp90-Familie,
- die Hsp70-Familie,
- die Hsp60/GroEL-Familie und
- die kleinen Hitzeschockproteine (sHsps).

Man kann die Chaperone nicht auf ein gemeinsames Urprotein zurückführen. Sie stellen eine heterogene Klasse dar, deren Mitglieder zu verschiedenen Zeitpunkten der Evolution entstanden.
Des Weiteren sind Lektinchaperone bekannt, zu denen Calreticulin und Calnexin gehören. Diese helfen bei der Faltung von Glykoproteinen.
Abzugrenzen von den Chaperonen sind Faltungshelferenzyme, wie die Peptidyl-Prolyl-cis/trans-Isomerase oder die Protein-Disulfid-Isomerase.